# San Pedro Huilotepec
San Pedro Huilotepec es una localidad del estado mexicano de Oaxaca. Es cabecera del municipio de San Pedro Huilotepec.

## Demografía
| Censo | Población |
| ----- | --------- |
| 1900  | 415       |
| 1910  | 578       |
| 1921  | 626       |
| 1930  | 570       |
| 1940  | 825       |
| 1950  | 795       |
| 1960  | 902       |
| 1970  | 1204      |
| 1980  | 1740      |
| 1990  | 2236      |
| 1995  | 2394      |
| 2000  | 2588      |
| 2005  | 2667      |
| 2010  | 2827      |
| 2020  | 3247      |